# Albert Schwarz (Dichter)

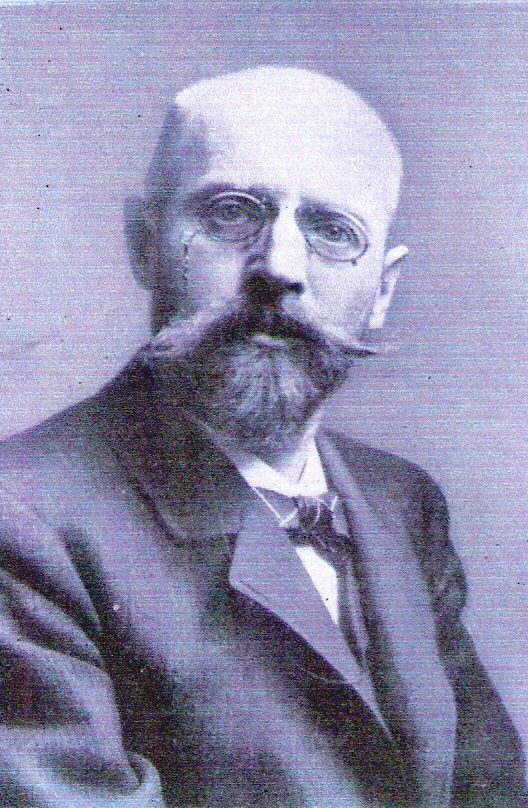
Albert Schwarz

Albert Schwarz (* 16. Oktober 1859 in Wandhagen, Kreis Schlawe, Provinz Pommern; † 31. Januar 1921 in Hamburg) war ein deutscher Mundartdichter.

## Leben
Albert Schwarz wuchs in Wandhagen als jüngstes Kind einer kinderreichen Bauernfamilie auf, die am Ort zu den alteingesessenen Familien gehörte. Von 1881 bis 1885 besuchte er die Kunstakademie in Berlin, um Maler zu werden. Er wandte sich dann jedoch der Schriftstellerei zu. Mit 30 Jahren war er Theater- und Kunstreferent der Berliner Gerichtszeitung. Seit 1895 redigierte er die plattdeutsche Zeitschrift De Eekboom und machte sie zur führenden Zeitschrift der niederdeutschen literarischen Bewegung. Er war 25 Jahre lang Chefredakteur des Eekboomund damit Bannerträger dieser Bewegung.
Seine eigenen Werke schrieb Schwarz zunächst in der hinterpommerschen Mundart seiner Heimat, später in der Mundart Fritz Reuters. Er war Mitherausgeber der gesammelten Werke Fritz Reuters und hat zusammen mit Hermann Jahnke ein Wörterbuch zu Reuters Werken verfasst. Zu seinen bekannteren Werken zählt das Gedicht Reinke dei Voß (Reineke der Fuchs) von 1896.

## Werke
- Drag’knuppen – Gedichten un Geschichten in plattdütsche Sprak, Robert Cordes, Kiel, ohne Jahresangabe ca. 1905 („Drag’knuppen“ bedeutet Fruchtknospen).
- Oeschen un Austern, Lühr & Dirks, Garding 1912.
- Lewen, Leev un Leed. Rutgewen von'n „Allgemeen Plattdütsch Verband“, Hamborg. Verlag „De Eekboom“, Glückstadt 1925.
- Hermann Jahnke und Albert Schwarz (Hrsg.): Fritz Reuters Sämtliche Werke in Fünfzehn Bänden, A. Weichert, Berlin, (ohne Jahresangabe, ca. 1900).
- Reinke dei Voß. Stettin 1925 (Pommersche Heimatbücher, 1. Band).